# Bulgarische Friedensverträge
Dieser Artikel stellt die Bulgarischen Friedensverträge des 19. und 20. Jahrhunderts und die dazugehörigen diplomatischen Bemühungen in übersichtlicher Form zusammen. 

## Verträge im Einzelnen
Vorbemerkung zu Datumsangaben: 
Der ältere julianische Kalender galt in Bulgarien bis zum 1. Januar 1916. Sofern er zum Zeitpunkt des Ereignisses das gesetzliche Datum in Bulgarien war, wurde das entsprechende Datum nach dem gregorianischen Kalender dahinter gesetzt.

### Frieden von San Stefano (3. März 1878)

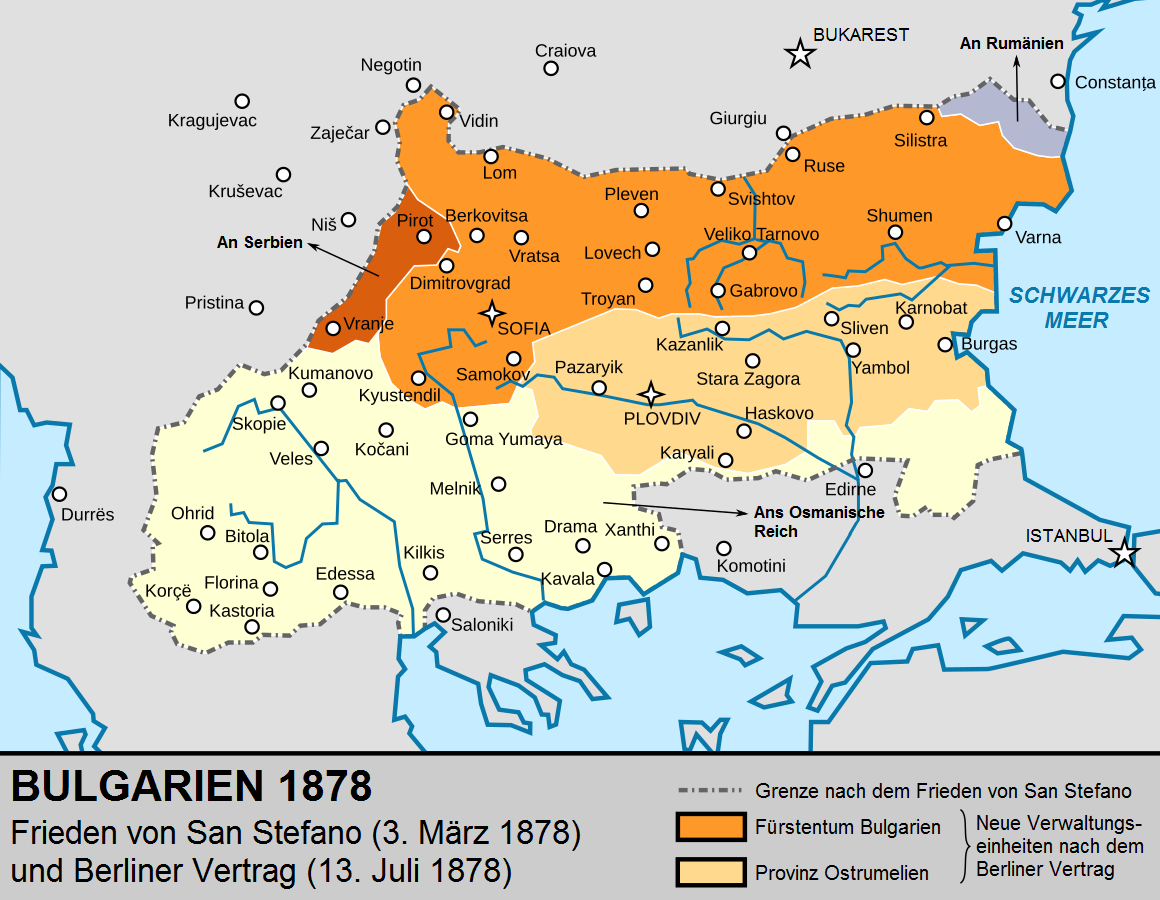
Grenzen Bulgariens nach dem Frieden von San Stefano (3. März 1878) und dem Berliner Kongress (Juni 1878).

Am 1. Julijul. / 13. Juli 1878greg. unterschrieben die Vertreter der sechs Großmächte (Frankreich, Deutsches Kaiserreich, Russisches Kaiserreich, Österreich-Ungarn, Großbritannien) und der Vertreter des Osmanischen Reiches den Berliner Vertrag, mit dem die Probleme und Fragen geregelt wurden, die sich im Osten durch die Ereignisse in den Jahren 1875–1878 – Russisch-Osmanischer Krieg (1877-1878) – und die Beendigung des Krieges durch den vorläufigen Friedensvertrag von San Stefano vom 3. März ergeben hatten.

### Berliner Kongress (Juni/Juli 1878)
Mit dem Berliner Vertrag (bulg. Берлински договор) wurde das Recht der Bulgaren auf die Errichtung eines selbständigen, tributpflichtigen Fürstentums unter der Hoheit des türkischen Sultans anerkannt. Mit der Unterzeichnung wurde die bulgarische Staatlichkeit wiederhergestellt – 482 Jahre nach der Eroberung des Königreiches von Widin (bulg. Видинското царство). 
Das neugeschaffene Fürstentum umfasste die Gebiete zwischen Donau und dem Balkangebirge. Davon ausgenommen waren die nördliche Dobrudscha und Teile des Sandschaks Sofia (bulg. Софийския санджак). Das Fürstentum umfasste ein Territorium von 62.777 km². 
Südlich des Balkangebirges, in der Thrakische Tiefebene, nördlich der Gebirge Sakar (bulg. Сакар), Strandscha (bulg. Странджа) und Rhodopen (bulg. Родопи) erstreckte sich die autonome Provinz Ostrumelien mit einem Territorium von 35.208 km². Ihre Hauptstadt wurde Philippopolis.
Mazedonien, als dritte große Landschaft im Vertrag von San Stefano Bulgarien angegliedert, blieb weiterhin unter osmanischer Herrschaft.
Zum Berliner Kongress, auf dem das Geschick Bulgariens diskutiert und seine Gestaltung entschieden wurde, wurden keine Vertreter Bulgariens zugelassen. Er revidierte die Beschlüsse des Friedensvertrages von San Stefano, so dass er die bulgarische Außen- und Innenpolitik bis 1945 prägte. In Bulgarien spricht man in Bezug auf den Berliner Vertrag von 1878 von der Ersten Nationalen Katastrophe (bulg. Първа национална катастрофа).

### Anschluss Ostrumeliens – Tophane-Vertrag

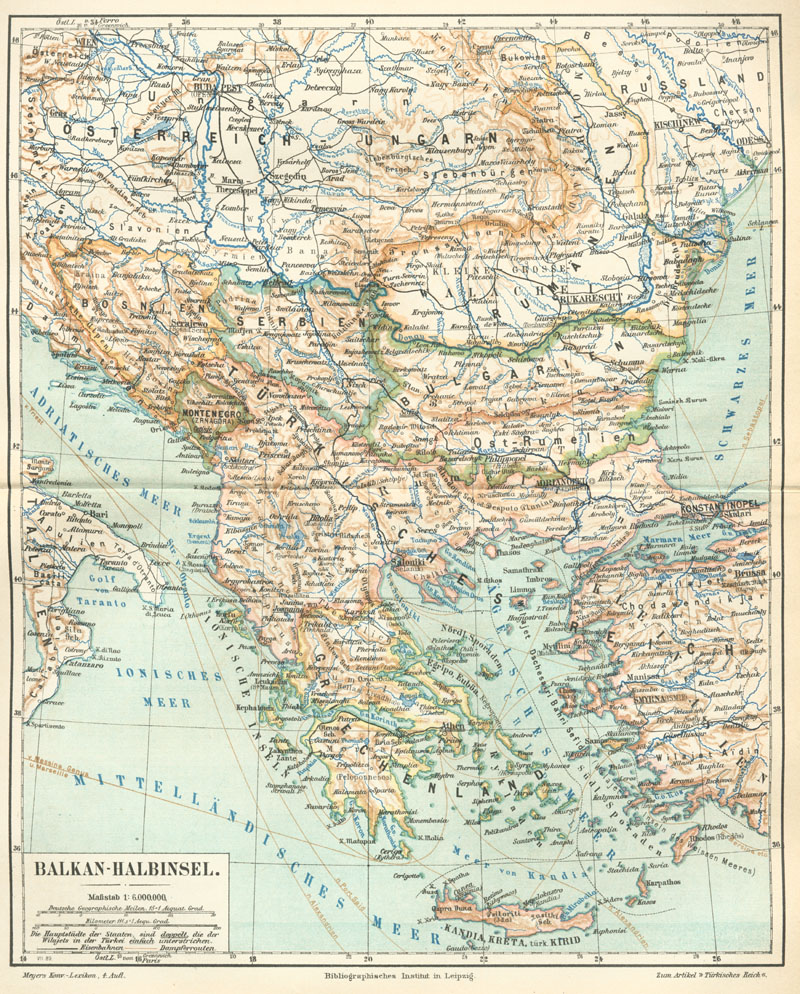
Bulgarien um 1888

Nach einem Umsturz in Ostrumelien am 6. Septemberjul. / 18. September 1885greg. rief das bulgarische Revolutionskomitee die Vereinigung des Gebietes mit dem Fürstentum Bulgarien aus. Zwei Tage später gab Fürst Alexander I. (Alexander Battenberg) eine „Anordnung zur Vereinigung“ (Указ за Обединението) in der Stadt Weliko Tarnowo heraus. Damit erkannte er den geschehenen revolutionären Akt an.
Aus Ostrumelien wurde das Gebiet um Tamrasch (Тъмраш) ausgegliedert und dem Osmanischen Reich unterstellt. Dieses Gebiet war auch vor 1885 nicht unter der administrativen Verwaltung von Plowdiw. Auch Teile des Gebietes um Kardschali wurden aus Ostrumelien ausgegliedert. Diese beiden Gebiete hatten eine Fläche von 1.640 km².
Nach der Anerkennung der Vereinigung Ostrumeliens mit Bulgarien im Tophane-Vertrag, wuchs das bulgarische Territorium faktisch auf 96.346 km² an.

### Friede von Bukarest (1886)
Hauptartikel: Friede von Bukarest (1886)
Der Frieden von Bukarest vom 19. Februarjul. / 3. März 1886greg. beendete den Serbisch-Bulgarischen Krieg. 
Der Vertrag beinhaltete als einzigen Punkt, dass der Frieden und der Status quo ante zwischen beiden Ländern wiederhergestellt wird. Es gab keine Gebietsänderungen und Kriegsentschädigungen für beiden Seiten. Der Vertrag festigte jedoch die bulgarische Position für die Anerkennung der bulgarischen Vereinigung, der die Großmächte zuvor noch ablehnend gegenübergestanden hatten.

### Türkisch-bulgarisches Protokoll von Istanbul
Am 22. Septemberjul. / 5. Oktober 1908greg. verkündet das Fürstentum Bulgarien seine Unabhängigkeit vom Osmanischen Reich und rief sich als Königreich aus.
Im darauffolgenden Jahr wurde die Unabhängigkeit vertraglich fixiert. Am 6. Apriljul. / 19. April 1909greg. wurde in Istanbul (damals in Bulgarien immer als „Zarenstadt“ bezeichnet – Цариград) das türkisch-bulgarische Protokoll unterzeichnet und somit die bulgarische Souveränität über sein Territorium anerkannt.

### Bulgarisch-rumänische Gespräche in London
Ende 1912 zerschlug der Balkanbund das Osmanische Imperium. Kurz darauf begannen die Friedensgespräche über die Aufteilung der eroberten türkischen Territorien auf europäischem Boden.
Gleichzeitig erhob Rumänien Forderungen nach einem Ausgleich in der Süddobrudscha. Rumänien machte sich dabei den Umstand zunutze, dass Bulgarien seine Kräfte im Krieg erschöpft hatte und andererseits auf große Gebietszuwächse in Mazedonien spekulierte.
Nach erfolglosen bulgarisch-rumänischen Gesprächen in London nahmen beide Seiten die Vermittlung der Großmächte an.

### St. Petersburg
In der russischen Hauptstadt St. Petersburg wurde daraufhin eine Konferenz der Gesandten durchgeführt. Die Konferenz empfahl, dass Bulgarien die Stadt Silistra an Rumänien abtritt. Am 26. Apriljul. / 9. Mai 1913greg. wurde dann in Sankt Petersburg das Protokoll zum bulgarisch-rumänischen Grenzverlauf in der Dobrudscha unterzeichnet. Mit dieser Vereinbarung erhielt Rumänien die Stadt Silistra und das Gebiet westlich und südlich von ihr – in einem Umkreis von 3 km. Es handelte sich um ein Territorium von ca. 10 km².

### Friedenskonferenz in London

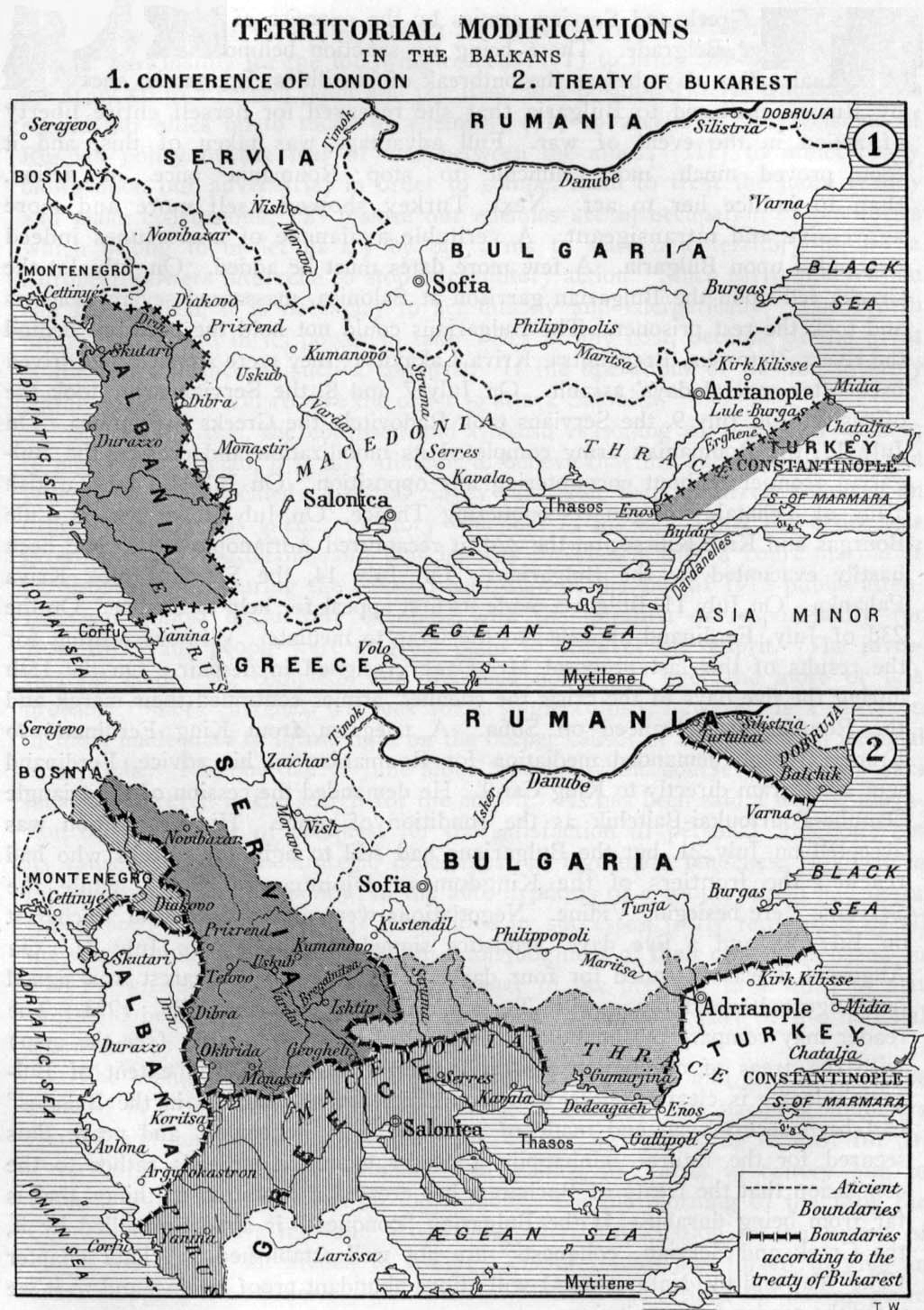
Grenzen Bulgariens nach der Konferenz von London (1913) und dem Friedensvertrag von Bukarest (1913)

Am 3. Dezemberjul. / 16. Dezember 1912greg. wurde in London eine Friedenskonferenz einberufen. Bulgarien bestand auf folgenden Grenzverlauf zum zerschlagenen türkischen Imperium: eine Linie, die den Golf von Malatra am Schwarzen Meer (südlich der Stadt Midia – Мидия) mit der Stadt Rodosto am Marmarameer verbindet.
Wegen der Widerstände einiger Großmächte einigte man sich darauf, dass die zukünftige Grenze in Thrakien nach Norden verschoben wird.
Am 4. Maijul. / 17. Mai 1913greg. wurde dann in London der Vertrag mit dem Osmanischen Reich geschlossen, mit dem alle Territorien des Osmanischen Reiches auf europäischem Grund bis zu der Linie zwischen Midia am Schwarzen Meer und Enos (Мидия – Енос) an der Ägäisküste an die Länder des Balkanbundes abgetreten wurden – mit Ausnahme von Albanien. 
Die territoriale Zugehörigkeit der türkischen Inseln im Ägäischen Meer (bulgarisch: Бяло море – Weißes Meer) sollte von den Großmächten bestimmt werden. Wegen der später folgenden Ereignisse wurde der Londoner Friedensvertrag nicht ratifiziert und nach einigen Monaten revidiert.
Die entstandenen Widersprüche zwischen den Verbündeten des Balkanbundes über die Aufteilung Mazedoniens führten zu bewaffneten Konflikten. Die Konflikte brachen aus, obwohl bereits Absprachen zwischen Bulgarien und Serbien über unbestrittene und streitige bulgarische Gebiete in diesem Gebiet bestanden. Die bewaffneten Konflikte wuchsen sich zu einem Krieg zwischen den Verbündeten aus.
Kurz darauf drangen die rumänische und die türkische Armee auf bulgarisches Territorium vor. Das zwang Bulgarien dazu, einen Frieden anzustreben.

### Friede von Bukarest (1913)
Hauptartikel: Friede von Bukarest (1913)
Die Friedensgespräche zum Friede von Bukarest (1913) wurden in Bukarest geführt. Die ehemaligen Verbündeten einigten sich zuungunsten Bulgariens aus die Aufteilung Mazedoniens. Rumänien erreichte ein Revidierung der Absprache von Sankt Petersburg und erhielt die Süddobrudscha mit einem Gebiet von 7.696 km².
Mit dem Bukarester Friedensvertrag vom 28. Julijul. / 10. August 1913greg. war der Traum und das Ideal von der Vereinigung der Bulgaren von Moesia (Мизия), Thrakien (Тракия) und Mazedonien (Македония) in einem freien und unabhängigen bulgarischen Staat zerstört.

### Bulgarisch-türkischer Friedensvertrag
Der bulgarisch-türkische Friedensvertrag (Vertrag von Konstantinopel) wurde 50 Tage später – am 16. Septemberjul. / 29. September 1913greg. – in Konstantinopel (bulg. Цариград) unterschrieben.
Mit diesem Vertrag wurde die gemeinsame Grenze nach Thrakien hinein verschoben – Sakar (Сакар) und durch Strandscha (Странджа). Die Türkei erhielt Ostthrakien, oder ca. 14.000 km² zurück, die sie vier Monate vorher beim Londoner Friedensvertrag abtreten musste.
Im Ergebnis der Balkankriege wuchs das bulgarische Territorium um 15.491 km² auf 111.837 km². Davon waren 23.187 km² von den befreiten Gebieten Thrakiens und Mazedoniens.

### Erster Weltkrieg
Nach Ausbruch des Ersten Weltkrieges unternahmen die beiden Hauptlager Anstrengungen Bulgarien auf ihre Seite zu ziehen.
In der zweiten Hälfte des Jahres 1915 orientierte sich das Königreich Bulgarien zur Teilnahme am Krieg gegen Serbien – im Bündnis mit den Mittelmächten. 
Bulgarien bestand jedoch auf Gebietsüberlassungen durch das Osmanische Reich, das durch Landeoperationen der Entente auf der Halbinsel Gallipoli (Schlacht von Gallipoli) unter Druck war.

### Sofioter Konvention
Die Verhandlungen zu dieser Frage enden mit der Unterzeichnung der Sofioter Konvention vom 24. Augustjul. / 6. September 1915greg., der zufolge die Türkei ihre Territorien westlich des Flusses Mariza abtrat und einen 2 km breiten Streifen am linken Ufer der Mariza. Ausgenommen von diesem Streifen waren die Städte Odrin (Одрин) und Enoz (Енос) und ihre Umgebung. Weiterhin trat die Türkei die nordwestliche Hälfte des Gebietes ab, das vom Fluss Mariza und Tundscha und der bulgarischen Grenze umschlossen ist.
Durch diese Grenzkorrektur zum Osmanischen Reich gewann Bulgarien ein Territorium von 2.588 km² dazu und erreichte seine größte Ausdehnung – 114.425 km².

### Vorläufiger Friedensvertrag von Buftea
Während des Krieges wurde Rumänien vom Vierbund besiegt. Rumänien war gezwungen, mit dem Vierbund einen vorläufigen Friedensvertrag zu unterschreiben (5. März 1918, Buftea / Буфтея), mit dem die Dobrudscha an die Mittelmächte abgetreten wurde.

### Friede von Bukarest (1918)
Dieser vorläufige Friedensvertrag wurde zwei Monate später mit der Unterzeichnung des Friedensvertrags von Bukarest am 7. Mai 1918 bekräftigt. Danach erhielt Bulgarien wieder die Süddobrudscha und einen Teil der Norddobrudscha. Somit wurde die alte Grenze zwischen Bulgarien und Rumänien von vor 1913 wieder hergestellt.
Die Siegermächte erhielten den übrigen Teil der Norddobrudscha als Schutzgebiet (Kondominium – съвладение). Es erstreckte sich nach Norden bis zum südlichen Arm des Donaudeltas – Sweti Georgi (Св. Георги).
Bulgarien war mit dem Auseinanderreißen der Dobrudscha nicht zufriedengestellt und verlangte, dass die gesamte Dobrudscha in das bulgarische Territorium eingegliedert wird.
Nach den Verhandlungen am 25. September 1918 in Berlin wurde zwischen Deutschland, Österreich-Ungarn, der Türkei und Bulgarien ein Protokoll über die Abtretung der Norddobrudscha an Bulgarien unterzeichnet, in dem sich Bulgarien im Gegenzug verpflichtete das linke Ufer der Mariza an das Osmanische Reich zurückzugeben.
So war zum ersten und letzten Mal die gesamte Dobrudscha wieder ein Teil des Territoriums des Dritten Bulgarischen Staates. Die Dobrudscha hat ungefähr eine Fläche von 20.600 km² (ohne das Donaudelta – 2.700 km²).
Das Königreich Bulgarien musste vier Tage später vor der Entente kapitulieren. Die Kapitulation wurde am 29. September 1918 in Thessaloniki unterzeichnet. Außerdem ratifizierte das rumänische Parlament bis zum Kriegsende nicht den Bukarester Vertrag, der für die deutsche Seite als Mitunterzeichner durch den Versailler Vertrag abgeändert wurde.

### Vertrag von Neuilly-sur-Seine
(siehe dazu auch unten den externen Link auf die Vertragsurkunde)
Die Abänderung des nie ratifizierten Bukarester Vertrages erfolge für die bulgarische Seite durch Abs. 171 des Vertrages von Neuilly-sur-Seine (Ньойския мирен договор). Der Vertrag von Neuilly-sur-Seine war einer der Pariser Vorortverträge, die den Ersten Weltkrieg formal beendeten. Dazu gehörte auch der Vertrag von Versailles mit Deutschland.
In Neuilly-sur-Seine wurde Bulgarien mit Gebietsverlusten bestraft, die von bulgarischer Seite als erniedrigendes, ungerechtes und räuberisches Diktat angesehen wurden.
Gemäß dem Vertrag von Neuilly-sur-Seine (27. November 1919) verlor das Königreich Bulgarien 11.278 km² seines Territoriums. 
Bulgarien musste Gebiete an Griechenland abtreten, behielt aber den Zugang zum Schwarzen Meer.
Das Königreich der Serben, Kroaten und Slowenen bekam 2.566 km² von Bulgarien.
Das waren folgende Gebiete:
1. Ein im Durchschnitt 5 km breiter Streifen am Unterlauf des Flusses Timok (Тимок), der fast bis zu seiner Mündung reicht. Einschließlich das Gebiet des Kulska Region (Кулска околия – Stadt Kula) – 172 km² – und der Region Widin (Видинска околия) – 17 km².
2. Die Region und das Abflussgebiet des Oberlaufes des Flusses Nischawa (Нишава) – das sind 418 km² in der Region Zaribrod (Царибродска околия) – und 278 km² in der Region Tran (Трънска околия) – das ist der Oberlauf des Flusses Erma (Ерма).
3. Das Wasserversorgungsgebiet am Oberlaufes des Flusses Dragowischziza (Драговищица) – bei Bosilegrad (Босилеградско). Das sind 661 km² aus der Region Kjustendil (Кюстендилска околия). Die unter 1. bis 3. aufgezählten Gebiete sind als die Westgebiete bekannt – 1.545 km². Sie befanden sich schon vor 1878 (der Befreiung Bulgariens von der 500-jährigen türkischen Herrschaft; durch den russisch-türkischen Krieg von 1878) innerhalb der Grenzen Bulgariens.
4. Die Region und das Abflussgebiet des Flusses Strumica (Струмица) – Region Strumica (Струмишка околия) – und am Oberlauf des Flusses Lebniza (Лебница) – 1.021 km². Diese Gebiete waren 1912 von Bulgarien einverleibt worden.

Die Entente (die Hauptverbündeten und ihre weiteren Verbündeten) nahm Bulgarien im Süden 8.712 km² seines Territoriums, mit dem Recht später zu entscheiden, welchen Ländern diese Gebiete zugesprochen werden sollen. Diese Gebiete waren erst 1913 (6.499 km²) und 1915 (2.213 km²) zu Bulgarien gekommen, bzw. aus bulgarischer Sicht 1913 befreit worden und 1915 vereinigt worden.
Es handelte sich um folgende Gebiete:
1. Der Oberlauf der Djawolska Reka (Дяволска река – Teufelsfluss) in Ost-Mazedonien. Das ist der südwestliche Teil der Schampaliski Region (Пашмаклийска околия) – 253 km².
2. West-Thrakien – ca. 8.200 km².
3. Das linke Ufer der Mariza, das sich vor allem im Gebiet von Ostthrakien befindet – ca. 300 km². Dieses Gebiet war trotz des Berliner Protokolls vom 25. September 1918 in den Grenzen Bulgariens verblieben, da es nicht vom bulgarischen Parlament (Народно събрание – Volksversammlung) ratifiziert wurde.

Nach dem Ersten Weltkrieg hat sich somit das Gebiet Bulgariens auf 103.146 km² verringert.
Am 9. Dezember 1927 wurde das Mollow-Kaphantaris-Abkommen zwischen Bulgarien und Griechenland unterzeichnet.

### Vertrag von Craiova
Während des Zweiten Weltkrieges gelang es Bulgarien, auf friedlichem Weg die Rückgabe der Süddobrudscha von Rumänien zu erreichen. Mit dem Vertrag von Craiova (Крайовска спогодба) vom 7. September 1940 erhielt Bulgarien die Süddobrudscha in den Grenzen von 1913 zurück – 7.696 km². Damit hatte Bulgarien ein Territorium von 110.911 km².

### Vertrag von Lausanne
1923 schlossen Griechenland und die Türkei einen Friedensvertrag (Vertrag von Lausanne), der aber Bulgarien nicht tangierte. Bereits im Vertrag von Neuilly-sur-Seine (siehe weiter oben) im Jahre 1919 hatten Griechenland und Bulgarien einen Bevölkerungsaustausch zwischen ihren Ländern vereinbart.

### Friedensvertrag von Angora
Nachdem Griechenland und Bulgarien 1919 einen Bevölkerungsaustausch (von allem in Thrakien) zwischen ihren Ländern vereinbart hatten, folgte dieses auch mit der Türkei am 18. Oktober 1925 durch den so genannten Friedens- und Freundschaftsvertrag von Angora (der Alte Name von Ankara). Der Vertrag wurde von den Parlamenten beider Länder ratifiziert, wurde jedoch von türkischer Seite nie umgesetzt. In dem Vertrag werden Entschädigungen für den Verlust des Grundbesitzes der jeweilige Bevölkerungsteile geregelt, die im Zuge der Balkankriege von 1912–1913 aus Ostthrakien und Kleinasien vertrieben wurden. 
Da die Umsetzung noch offen ist und im Hintergrund der geführten Beitrittsverhandlungen der Türkei mit der EU, wurde das Problem vom Europäischen Parlament 2008 als Punkt in die Agenda der Verhandlungen aufgenommen. Mit dem Protokoll fordert das Europaparlament die türkische Regierung unter anderem die Entschädigungsverfahren für die bulgarischen Flüchtlinge aus Thrakien zu beschleunigen. Nach offiziellen Angaben der bulgarischen Regierung von 1983, sind Zahlungen in Höhe von 10 Milliarden US-Dollar des türkischen Staats offen.

### Pariser Friedensvertrag
Nach Ende des Zweiten Weltkrieges gelang es Bulgarien auf der Pariser Friedenskonferenz 1946, mit wohlwollender Unterstützung der Sowjetunion die Einheit seines Territoriums zu behalten. Der Pariser Friedensvertrag von 1946 bestätigte die Grenzen Bulgariens, wie sie fünf Jahre vorher – am 1. Januar 1941 – bestanden.

## Gegenwart

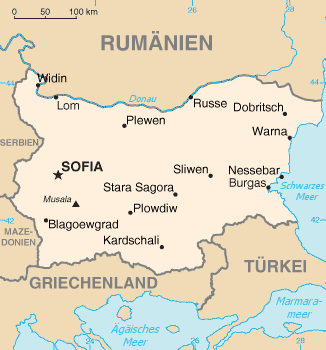
Bulgarien heute

Vom 7. September 1940 bis heute sind die international anerkannten bulgarischen Grenzen unverändert geblieben. Abgesehen von einigen Grenzstreitigkeiten, Grenzvereinbarungen und internationalen Vereinbarungen über neu entstandene Inseln im Flusslauf der Mariza im Gebiet der Grenze zwischen Bulgarien und Griechenland, sowie der gemeinsamen Korrektur des Flusslaufes des Flusses Timok (Тимок) an der Grenze zu Jugoslawien.
Ebenso wurde ein Streitpunkt mit der Türkei nach der natürlichen Änderung des Flusslaufes des Resowska (Резовска) an seiner Mündung, sowie die Festlegung der Größe der bulgarischen Territorialgewässer und des Kontinentalschelfs friedlich geklärt.
Nach letzten Berechnungen hat Bulgarien eine Größe von 110.994 km².